# Jekaterina Wladimirowna Rjasanowa
Jekaterina Wladimirowna Rjasanowa (russisch Екатери́на Влади́мировна Ряза́нова; * 6. April 1991 in Moskau, Sowjetunion) ist eine russische Eistänzerin.

## Leben
Rjasanowa begann 1995 mit dem Eislaufen. Ihr Vater Wladimir war Spieler in der russischen Rugbynationalmannschaft. Ihr erster Eistanzpartner war Kirill Wachnenko, bis sie im Sommer 2006 begann, mit Jonathan Guerreiro zu laufen. Das Paar startet für Blue Bird RSC und wurde von Swetlana Alexejewa und Jelena Kustarowa trainiert. Gemeinsam gewannen sie bei den Juniorenweltmeisterschaften 2009 die Bronzemedaille. Nach der Saison trennte sich das Paar und Rjasanowa fand in Ilja Tkatschenko einen neuen Partner. Sie wurden nun von Alexei Gorshkow beim Odinzowo FSC in der Nähe von Moskau trainiert. Im Jahr 2011 wurde Rjasanowa beim Üben mit Tkachenko verletzt und erlitt eine Gehirnerschütterung und eine gebrochene Nase. Das Paar wurden Vizemeister bei den Russischen Meisterschaften und trat auch internationalen Wettkämpfen an. Bei den Europameisterschaften erreichten sie trotz mehrerer Teilnahmen nie das Podium und auch die Qualifikation für die Olympischen Spiele in Sotschi schafften sie nicht. Das Paar trennte sich und Rjasanowa ging 2014 nach Italien, wo sie mit Simone Vaturi arbeitete. Sie hatten nach einigen Trainingseinheiten geplant gemeinsam für Italien anzutreten. Vaturi trat zuvor zusammen mit Lorenza Alessandrini auf. Nach dem Ende der italienischen Meisterschaften 2015 beschloss sie ihre sportliche Karriere zu beenden und sich als Choreografin zu versuchen.

## Erfolge
mit Jonathan Guerreiro:
| Wettbewerb/Wintersaison           | 07–08 | 08–09 |
| --------------------------------- | ----- | ----- |
| Juniorenweltmeisterschaften       | 6.    | 3.    |
| Russische Juniorenmeisterschaften | 3.    | 1.    |
| Junioren-Grand-Prix-Finale        | 8.    | 3.    |

Mit Ilja Tkatschenko:
| Wettbewerb/Wintersaison        | 09–10 | 10–11 | 11–12 | 12–13 | 13–14 |
| ------------------------------ | ----- | ----- | ----- | ----- | ----- |
| Weltmeisterschaften            | -     | -     | 9.    | 11.   |       |
| Europameisterschaften          | –     | 6.    | 5.    | 4.    | 5.    |
| Russische Meisterschaften      | 4.    | 2.    | 3.    | 3.    | 4.    |
|                                |       |       |       |       |       |
| Grand-Prix-Wettbewerb / Saison | 09/10 | 10/11 | 11/12 | 12/13 | 13/14 |
| Skate America                  |       | 5.    |       |       |       |
| Skate Canada                   |       |       | 5.    | 3.    | 4.    |
| Cup of Russia                  | 6.    |       | 4.    |       |       |
| Trophée Eric Bompard           |       | 2.    |       | 3.    |       |
| Golden Spin                    |       |       |       | 1.    |       |